# Rens Blom
Pour les articles homonymes, voir Blom.
Rens Blom, né le 1er mars 1977 à Munstergeleen (Pays-Bas), est un athlète néerlandais spécialiste du saut à la perche.

## Carrière
Le 26 août 2003, Rens Blom se classe en 7e position aux championnats du monde d'athlétisme 2003 au stade de France avec un bond à 5,60 m.
Rens Blom remporte le meeting de Lausanne avec un bond à 5,70 m le 6 juillet 2004.
Rens Blom est le vainqueur surprise des championnats du monde d'athlétisme 2005. Il est seul à réussir un saut à 5,80 m lors d'un concours perturbé par les intempéries. Il devance l'américain Brad Walker (5,75 m) et le russe Pavel Gerasimov (5,65 m). Il offre ainsi aux Pays-Bas leur première médaille d'or aux championnats du monde d'athlétisme depuis leur création.

## Palmarès

### Championnats du monde d'athlétisme
- Championnats du monde d'athlétisme 2005 à Helsinki,  Finlande
  -  Médaille d'or du saut à la perche (5,80 m)

### Championnats du monde d'athlétisme en salle
- Championnats du monde d'athlétisme en salle 2003 à Birmingham,  Royaume-Uni
  -  Médaille de bronze du saut à la perche (5,75 m)

### Championnats d'Europe d'athlétisme en salle
- Championnats d'Europe d'athlétisme en salle 2000 à Gand,  Belgique
  -  Médaille de bronze du saut à la perche (5,60 m)

## Record personnel
5,81 m réalisé à Saragosse, le 8 juin 2004.